# Plan Nagua
Plan Nagua était une organisation non gouvernementale et sans but lucratif, disparue en novembre 2011. Plan Nagua œuvre dans le domaine de la solidarité internationale. Né en 1969 d’une recherche de solutions nouvelles pour appuyer les pays en voie de développement, l’organisme s’est donné pour mission d’accroître la compréhension des enjeux du développement durable et d’établir des relations Nord-Sud équitables. Depuis ses débuts, Plan Nagua participe à la réalisation de projets mis sur pied et pris en charge par les communautés du Sud.

## Les valeurs de l’organisation
L’organisme fait la promotion de valeurs comme la justice, le respect des droits et libertés, la participation et la mobilisation populaire, la conciliation entre le développement économique et la préservation de l’environnement ainsi que des partenariats justes et équitables.
Les pays partenaires de Plan Nagua sont Haïti, République dominicaine, Costa Rica et Nicaragua. Tous les projets et programmes ont des composantes  ou des tâches relatives au renforcement institutionnel, à l’équité entre les femmes et les hommes et au respect de l’environnement.

## Les programmes d’activités
Pour mener à terme sa mission tant au Nord qu’au Sud, l’organisme compte quatre programmes  distincts.

### La coopération internationale
Elle soutient les organisations du Sud en contribuant au renforcement de leurs capacités ainsi qu’à celles des populations. Elle favorise une plus grande autonomie et la pérennité des actions mises en œuvre une fois la période de soutien terminée. Les axes d’intervention sont la promotion de la bonne gouvernance et le développement du secteur privé.

### Le commerce équitable
Il permet de favoriser un développement durable ici et ailleurs. Il permet aux communautés du Sud de prendre en charge leur propre développement. Plan Nagua fait la vente de produits équitables comme le café, le thé, le cacao, le sucre et le karité. 
Les produits Nagua sont certifiés TransFair Canada et Aliments Québec. Ces certifications assurent aux consommateurs que les produits sont payés aux coopératives du Sud à un prix reflétant la juste valeur de leur travail, et que la vente de ces produits participe à la création et au maintien d’emplois au Québec.

### Les stages de coopération
Ils permettent à des jeunes d’ici de s’initier à un projet de coopération tout en partageant la vie quotidienne de communautés du Sud. Pour les stagiaires ou volontaires, ce contact privilégié constitue une occasion d’apprendre et de saisir l’importance de leur engagement social présent et futur ainsi que de participer concrètement à ce projet. Il existe deux formules de stage, les stages individuels et ceux de groupe.

### L'éducation au Québec
Elle vise à  favoriser et améliorer la connaissance et la compréhension des réalités Nord-Sud. Et cela, en proposant des ateliers de sensibilisation, des conférences et des ressources pédagogiques à l’intention du grand public et du milieu scolaire. Les activités du programme d’éducation abordent divers thèmes liés à la consommation responsable et aux droits humains, dans le but de mobiliser la population dans des actions concrètes de solidarité et ainsi de la sensibiliser à la coopération internationale. 
Les 4 axes d’intervention du programme d’éducation.
- Les droits humains.
- La consommation responsable.
- La mondialisation.
- Le commerce équitable.

Tous ces secteurs d’activités s’articulent au quotidien afin de maximiser les interventions en coopération internationale et accroître les impacts au Sud.

## CAFÉ Nagua
Le CAFÉ Nagua est un café-boutique où l'on veut favoriser la consommation responsable, promouvoir les produits équitables ainsi que ceux issus de l'économie sociale régionale. En plus d'être un bistro mettant de l'avant des produits locaux et à valeur sociale ajoutée, cet endroit offre une boutique de produits équitables. Le CAFÉ Nagua, c'est aussi un lieu de diffusion permettant la présentation de conférences thématiques, d’activités culturelles et d'expositions photos.

## Informations sur le commerce équitable
- Commerce équitable
- Commerce éthique
- Développement durable